# Lellingegård
Lellingegård er en gammel hovedgård ved Køge Å cirka 500 m vest for Borgring. Den nævnes i 1297 i Roskildebispens jordebog. Lellingegård deles i 1783 i en Ny Lellingegård og en Gammel Lellingegård. Gården er nu avlsgård under Vallø Stift. Hovedbygningen er opført i 1860. Gammel Lellingegård er på 173 hektar.
250 m syd for gården findes Lellinge Kirke.
Et område på ca. 72 hektar omkring Gammel Lellingegård og kirke blev fredet i 1952 og 1957, dels for at beskytte mod grusgravning og for at bevare landskabets karakter

## Ejere af Gammel Lellingegård
- (1297-1336) Roskilde Bispestol
- (1336-1573) Kronen
- (1573-1580) Peder Bille
- (1580-1617) Birgitte Rosenkrantz gift Bille
- (1617) Anne Pedersdatter Bille gift Pedersen
- (1617-1630) Otte Brahe Pedersen
- (1630) Ellen Marsvin
- (1630-1658) Kirsten Munk
- (1658-1661) Leonora Christine
- (1661-1662) Frederik 3.
- (1662-1670) Hans Olufsen
- (1670-1680) Inger Hansdatter gift Olufsen
- (1680-1719) Caspar Schøller
- (1720-1721) Anna Sophie Reventlow
- (1721-) Vallø Stift